# Synagogue d'Iekaterinbourg
 (avril 2023).
Le centre communautaire israélite ou synagogue d'Iekaterinbourg (Екатеринбургский еврейский общинный центр «Синагога») est le foyer spirituel et culturel de la vie des juifs de la ville d'Ekaterinbourg en Russie et le seul lieu de culte juif de cette ville. Il se trouve au n° 38A de la rue Kouïbychev.

## Histoire et description
La construction de la synagogue et de ses locaux culturels attenants date de 2002 et son inauguration du 7 avril 2005. Il était prévu à l'origine de construire une synagogue sur un terrain proche de la place des Communards; la construction devait être de forme pyramidale sur une surface de 1 500 m2. Finalement il est décidé de construire plutôt un centre communautaire avec locaux fonctionnels attenants et le terrain actuel est choisi, non loin de là où se trouvait la première synagogue de la ville, détruite au début des années 1960.